# Hakea minyma
Hakea minyma (лат.) — кустарник, вид рода Хакея (Hakea) семейства Протейные (Proteaceae), произрастает в Западной Австралии. Цветёт с августа по октябрь.

## Ботаническое описание
Hakea minyma — многоствольный округлый кустарник от 1,2 до 3 м высотой с гладкой серой корой. Листья длиной более 16 см и плоские с продольными жилками, оканчивающимися тупой вершиной. Привлекательные сладкие душистые розовые или белые цветы появляются в пазухах листьев с августа по октябрь. Плоды гладкие, яйцевидные, с перевернутым клювом, с возрастом меняющие цвет от коричневого до серого.

## Таксономия
Вид Hakea minyma был впервые официально описан ботаником Дж. Р. Макончи в 1973 году. Видовой эпитет minyma — от слова на языке питянтятяра, означающего «женщина», что ссылается на форму фруктов.

## Распространение и местообитание
H. minyma встречается в Западной Австралии, Северной территории и Южной Австралии. В Западной Австралии произрастает в полузасушливых районах к югу от Муллева до Мерредина и Кулгарди. Встречается в северо-западной части Южной Австралии в Центральных хребтах и Большой пустыне Виктории, а также в юго-западных частях Северной территории, простирающихся на северо-восток до хребтов Мак-Доннелл. Растёт на песчаных суглинках в эвкалиптовых и акациевых лесах, а также на песчаных равнинах и дюнах, где преобладают шпинфексы, и реже на скалистых или гравийных участках.

## Охранный статус
Вид Hakea minyma классифицируется как «не угрожаемый» Департаментом парков и дикой природы правительства Западной Австралии.